# Piz Surlej
Piz Surlej är en bergstopp i Schweiz.   Den ligger i regionen Maloja och kantonen Graubünden, i den östra delen av landet, 190 km öster om huvudstaden Bern. Toppen på Piz Surlej är 3 188 meter över havet, eller 447 meter över den omgivande terrängen. Bredden vid basen är 5,1 km. Piz Surlej ingår i Bernina.
Terrängen runt Piz Surlej är huvudsakligen bergig. Närmaste större samhälle är St. Moritz, 5,0 km norr om Piz Surlej. 
Trakten runt Piz Surlej består i huvudsak av gräsmarker. Runt Piz Surlej är det ganska glesbefolkat, med 31 invånare per kvadratkilometer.